# Unterkrain (Slowenien)
Die Unterkrain (slowenisch Dolenjska)  ist eine der historischen Landschaften (Pokrajina) in Slowenien. Sie war als Teil des Kronlandes Krain ein Teil der Österreichisch-Ungarischen Monarchie (Cisleithanien). Die benachbarte Weißkrain (Bela krajna)  wird trotz ihrer besonderen kulturellen, sprachlichen und historischen Merkmale häufig als Teil der Unterkrain angesehen.

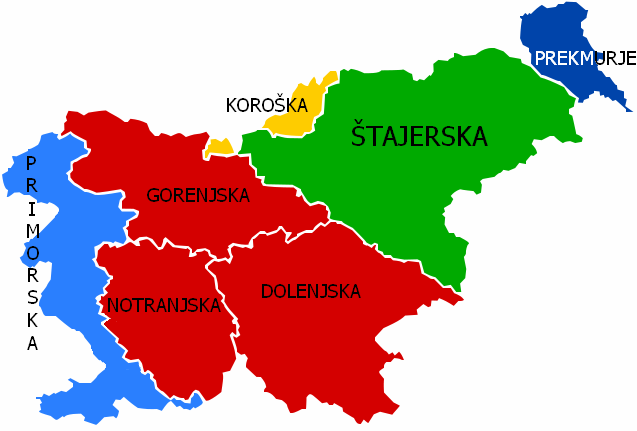
Die Landschaften Sloweniens

Im System der Statistischen Regionen Sloweniens ist die Unterkrain heute Bestandteil der Statistischen Region Jugovzhodna Slovenija. Der Landschaftsbegriff wird vor allem für kulturelle und touristische Anliegen genutzt.

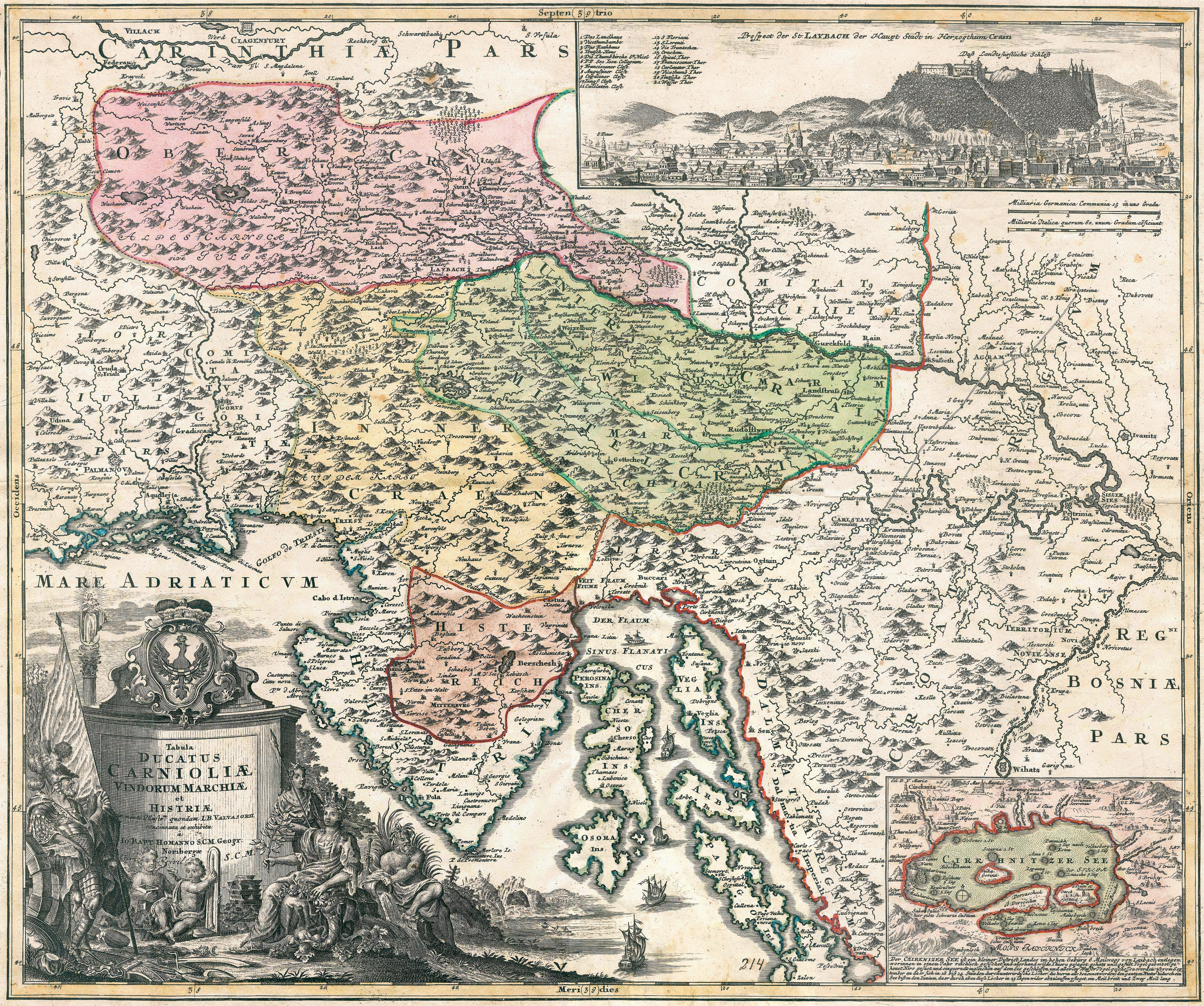
Historische Karte der Krain, die Unterkrain in Grün, Johann Baptist Homann 1714

## Gliederung
Zum historischen Gebiet der Unterkrain gehören die heutigen Gemeinden Dobrepolje, Dol pri Ljubljani, Dolenjske Toplice, Grosuplje, Horjul, Ig, Ivančna Gorica, Kočevje, Kostanjevica na Krki, Kostel, Krško, Litija, Loški Potok, Mirna, Mirna Peč, Mokronog-Trebelno, Novo mesto, Osilnica, Radeče, Ribnica, Šentjernej, Šentrupert, Škocjan, Škofljica, Šmarješke Toplice, Šmartno pri Litiji, Sodražica, Straža, Trebnje, Velike Lašče, Žužemberk.

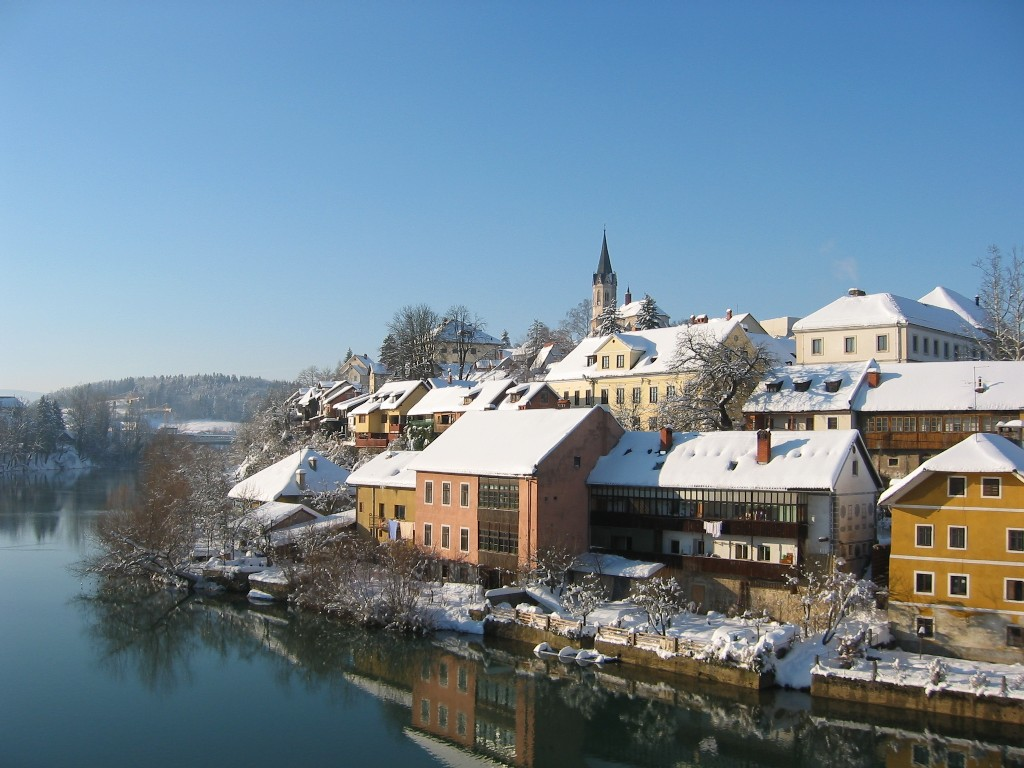
Novo Mesto
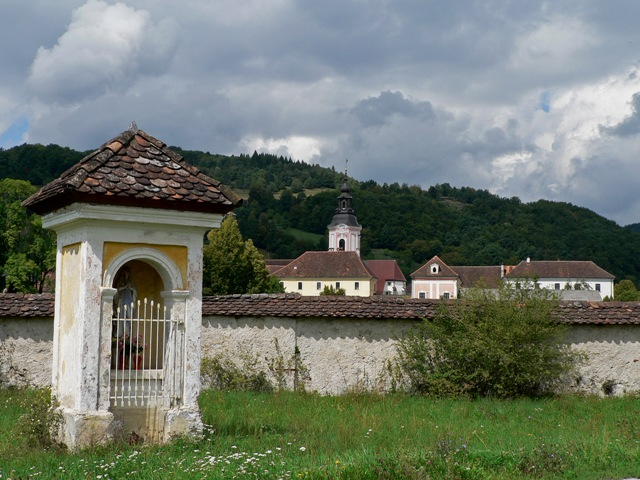
Kloster Sittich
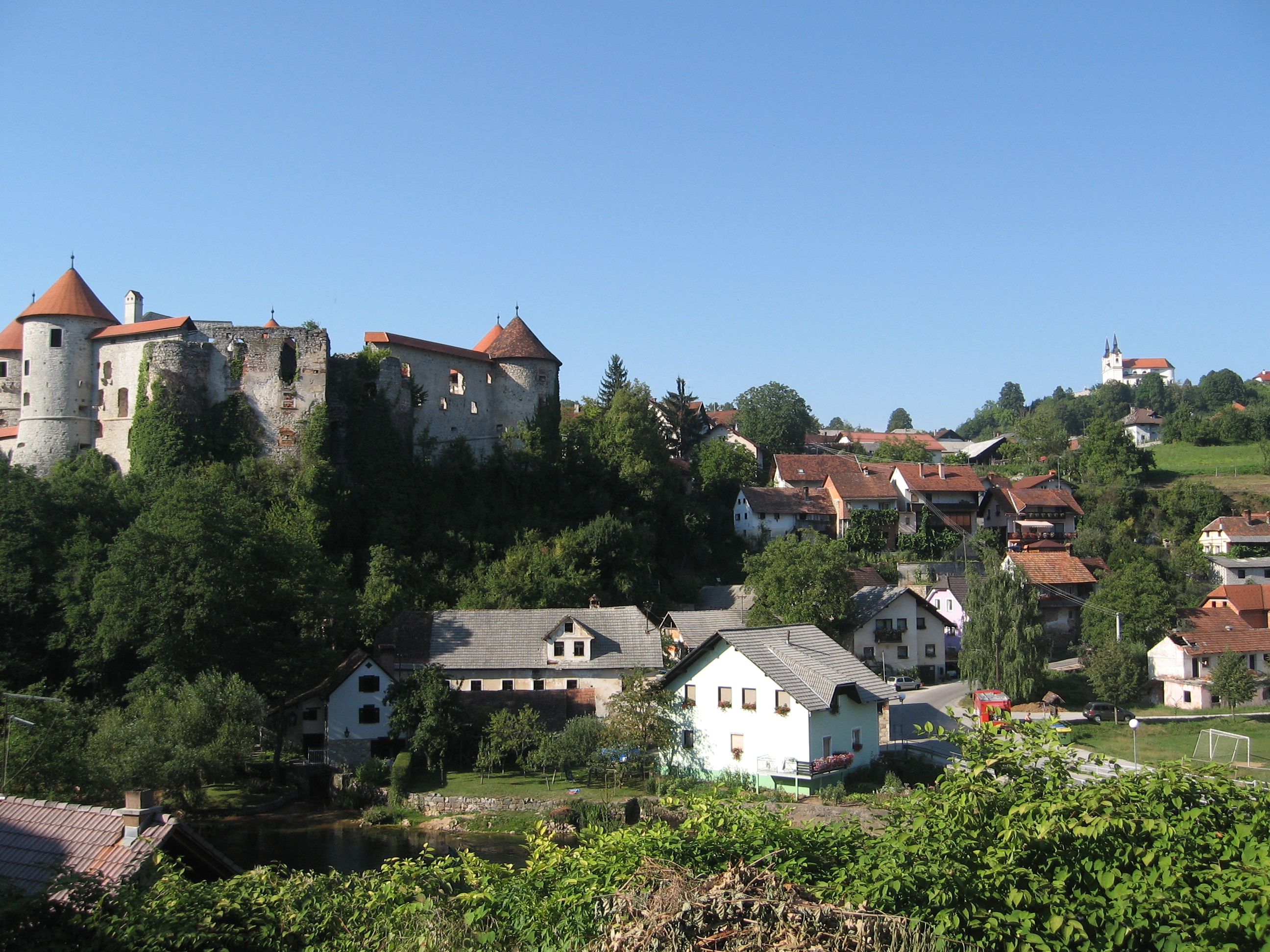
Ruine Žužemberk
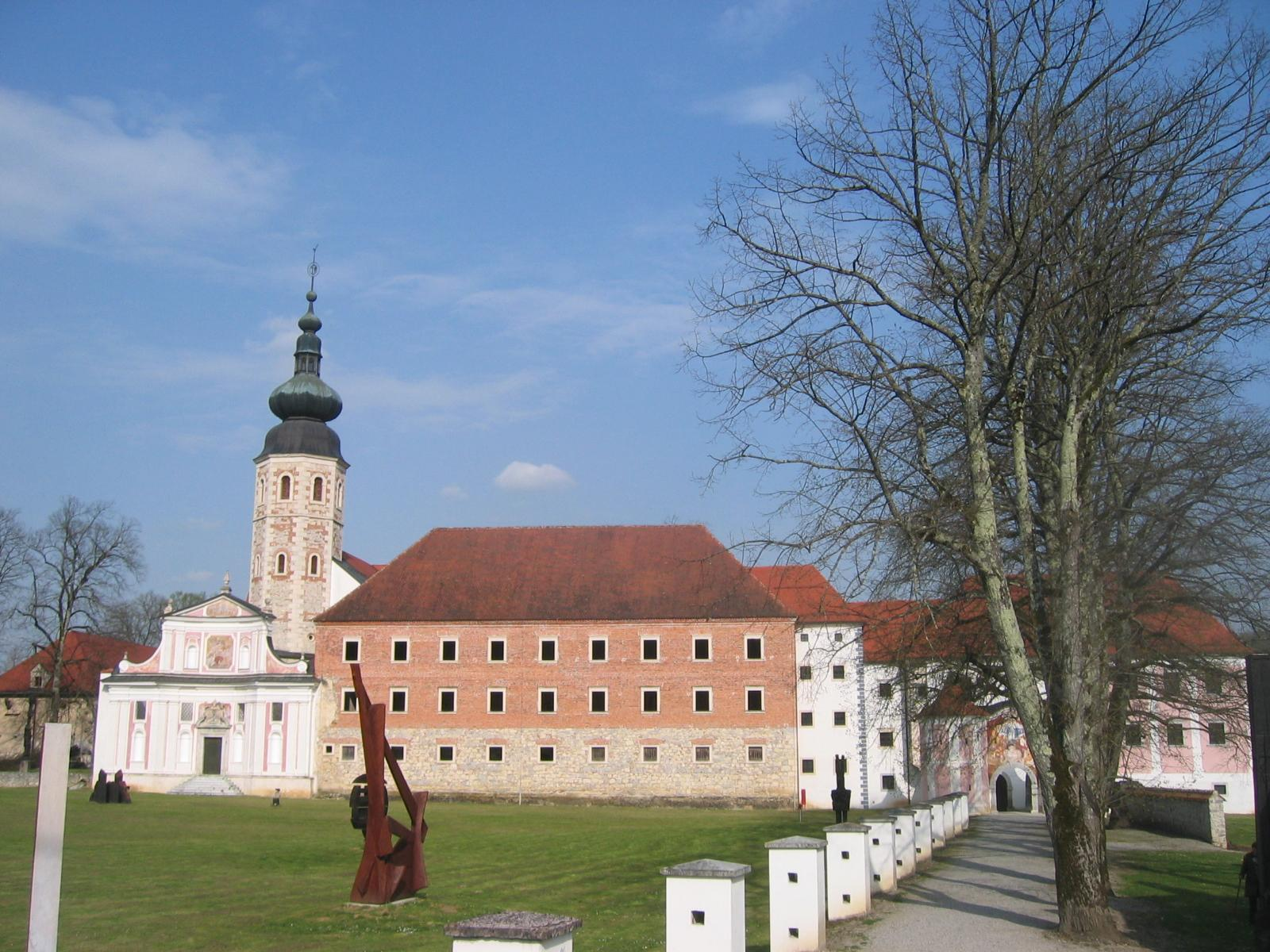
Kloster Kostanjevica na Krki

## Verkehr
Unterkrain wurde ab 1893 von Ljubljana aus durch das regional tätige Unternehmen Unterkrainer Bahnen erschlossen. Dieses betrieb eine Reihe normalspuriger Bahnen in der Region.